# Everybody Hates Chris
Everybody Hates Chris je americký televizní sitcom, jehož autory jsou Chris Rock a Ali LeRoi. Premiérově byl vysílán v letech 2005–2009, zpočátku na stanici UPN, následně na The CW (od 2006). Celkově bylo natočeno 88 dílů ve čtyřech řadách. Seriál je volně založen na příbězích z dospívání Chrise Rocka.

## Příběh
Seriál je zaměřen na nejrůznější příběhy brooklynské rodiny, která je tvořena otcem Juliem, matkou Rochelle, syny Chrisem a Drewem a dcerou Tonyou. Nejlepším Chrisovým kamarádem je vědátor Greg, který s ním chodí na školu.

## Obsazení
- Terry Crews jako Julius
- Tichina Arnold jako Rochelle
- Tequan Richmond jako Drew
- Imani Hakim jako Tonya
- Vincent Martella jako Greg Wuliger
- Tyler James Williams jako Chris

## Vysílání
| Řada | Díly | Premiéra v USA | Premiéra v USA  | Stanice v USA |
| Řada | Díly | První díl      | Poslední díl    | Stanice v USA |
| ---- | ---- | -------------- | --------------- | ------------- |
| 1    | 22   | 22. září 2005  | 11. května 2006 | UPN           |
| 2    | 22   | 1. října 2006  | 14. května 2007 | The CW        |
| 3    | 22   | 1. října 2007  | 18. května 2008 | The CW        |
| 4    | 22   | 3. října 2008  | 8. května 2009  | The CW        |